# Bande (kommunhuvudort)
Bande är en kommunhuvudort i Spanien.   Den ligger i provinsen Provincia de Ourense och regionen Galicien, i den nordvästra delen av landet, 400 km väster om huvudstaden Madrid. Bande ligger 728 meter över havet och antalet invånare är 2 310.
Terrängen runt Bande är kuperad. Runt Bande är det glesbefolkat, med 17 invånare per kvadratkilometer. Närmaste större samhälle är Celanova, 13,6 km norr om Bande. Omgivningarna runt Bande är en mosaik av jordbruksmark och naturlig växtlighet.